# Farkas Lajos (piarista pap)
Boldogfai Farkas Lajos (Boldogfa, Zala vármegye, 1752. április 4. – Pest, 1809. november 10.) piarista rendi pap, tanár, Kolozsváron rektor 1800 és 1808 között, a piarista rend kormánysegédje, majd Pesten rektor és a rend tartományi főnöke mellett asszisztens.

## Élete

A boldogfai Farkas család címere.

A Boldogfai Farkas család család sarja; Farkas József néven született. Apja boldogfai Farkas Ferenc (1713–1770), Zala megyei alispán, táblabíró, jómódú földbirtokos, és anyja a Rosty családból való barkóczi Rosty Anna Mária (1722-1784) úrnő volt. Keresztszülei sidi Sidy Pál (1723–1779), alszolgabiró, földbirtokos és nemes Sümeghy Ferencné pókafalvi Póka Marianna (1728-1797) voltak. Az anyai nagybátyja barkóczi Rosty Ferenc (1718–1790) Vas vármegye alispánja és országgyűlési követe, királyi tanácsos; nagynénje Rosty Katalin, akinek a férje szalapatakai Nagy Mihály (1706-1756), királyi tanácsos, zalai alispán, földbirtokos volt. Testvérei boldogfai Farkas András (1740-1782), zalalövői főszolgabíró, földbirtokos, boldogfai Farkas János (1741-1788), Zala vármegye Ítélőszék elnöke, főjegyzője és Farkas Ferenc (1742–1807), veszprémi kanonok, esperes, író. Sógorai csáfordi Csillagh Ádám (1739–1797), Zala vármegye főadószedője, első alügyésze, földbirtokos, akinek a neje boldogfai Farkas Anna (1746–1804) volt, valamint tubolyszeghi Tuboly László (1756–1828), főszolgabíró, táblabíró, költő, földbirtokos, szabadkőműves, nyelvújító, akinek a hitvese boldogfai Farkas Erzsébet (1761-1801) volt.
1771. október 21.-én Kecskeméten belépett a rendbe; 1774–1775-ben Kalocsán a gimnáziumban tanított; 1776–1777 között bölcsészhallgató volt, 1778-ben a convictorok felügyelőjének segítője volt Pesten; azon év október 11-én misés pappá szenteltetett föl; 1779-ben Vácon a Teresianumi convictus felügyelője volt; 1780–1782 között teológiát tanult Nyitrán; 1783–1784 között Veszprémben, 1784–1785 között Pesten, majd 1785–1790 között ismét Veszprémben a humaniorák tanára volt. 1791 és 1792 között Pesten tanított és egyúttal nevelő volt az Ürményi családnál; 1793-től 1795-ig a mathesis tanára volt Nagykárolyban, 1796 és 1799 között ugyanott rektor a líceumban. Bolla Mártont, a kolozsvári piarista Báthory István Elméleti Líceum házfőnökségében és igazgatásában követte Farkas Lajos 1799-ben; Farkas Lajosról is nagy tisztelettel emlékeznek meg a följegyzések. Alatta a kegyesrendi tanárok képzésére fordítandó alapítványt 1250 forintra emelték 1808. január 20-án, mely összeg a piarista rendfőnöknek 1816. december 19-én kelt leirata értelmében »pro annua quinque individuorum praeparandorum intertentione in Concreto ad 1250. Rhflos defigitur et huius erogationis dimidietas e Fundo Studiorum, altera autem dimidietas e fundo Religionis assignandaest.« Farkas Lajos piarista rektor 1807-ben kivitte, hogy a hittan és az exhortatura számára külön tanszék rendszeresíttetett. Midőn Farkas az intézetet elhagyta, 134 bölcselethallgató és 207 gimnáziumi tanuló volt a létszám. Érdemei elismeréséül már 1802-ben piarista kormánysegédül választatott (1799-től 1802-ig Kolozsvárott volt rektor, 1803-tól 1808-ig pedig egyszersmind kormánysegéd ugyanott). 1809-ben Pestre helyezték át rektornak és a rend tartományi főnöke mellé, Egervári Ignác mellé asszisztensnek.

## Munkái
1. Nagyságos Nagy-Károlyi gróf Károlyi József úrhoz nemes Szatmár vármegyének főispáni székébe lött beiktatásakor, Nagy-Károly, 1794
2. Méltgs Károlyi grófné Erzsébethez szül. gróf Waldstein asszonyhoz midőn nagys. férje Nagykárolyi gróf Károlyi Jósef ur nemes Szatmár vármegyének főispáni székébe fényes pompával helyheztetne, sz. Jakab havának 8. napján Nagy-Károlyban 1794.
3. Úrnapi beszéd, melyet… mondott Nagy-Károlyban 1795. Pest
4. Kéziratban: Dissertatio Historico Ecclesiastico critica és F. L. gyűjteményéből való kisebb iratok

## Származása
| boldogfai Farkas Lajos (Boldogfa, 1752. április 4. – Pest, 1809. november 10.) piarista rendi pap, tanár, Kolozsváron rektor, a piarista rend kormánysegédje, majd Pesten rektor és a rend tartományi főnöke mellett asszisztens | Apja: boldogfai Farkas Ferenc (Boldogfa, 1713. szeptember 22. – Zélpuszta, Zala vm., 1770. február 22.) jogász, Zala vármegye alispánja, táblabíró, földbirtokos | Apai nagyapja: boldogfai Farkas János (Boldogfa, c. 1675 – Boldogfa, 1724.) jogász, Zala vm. helyettes főszolgabírája, földbirtokos | Apai nagyapai dédapja: nemes Farkas Mihály (fl. 1654–1664) törökverő katona, földbirtokos (Szülei: nemes Farkas Péter, földbirtok haszonbérlő) |
| boldogfai Farkas Lajos (Boldogfa, 1752. április 4. – Pest, 1809. november 10.) piarista rendi pap, tanár, Kolozsváron rektor, a piarista rend kormánysegédje, majd Pesten rektor és a rend tartományi főnöke mellett asszisztens | Apja: boldogfai Farkas Ferenc (Boldogfa, 1713. szeptember 22. – Zélpuszta, Zala vm., 1770. február 22.) jogász, Zala vármegye alispánja, táblabíró, földbirtokos | Apai nagyapja: boldogfai Farkas János (Boldogfa, c. 1675 – Boldogfa, 1724.) jogász, Zala vm. helyettes főszolgabírája, földbirtokos | Apai nagyapai dédanyja: ságodi Péter Éva (fl. 1687–1702) (Szülei: ságodi Péter Mihály alszolgabíró, földbirtokos) |
| boldogfai Farkas Lajos (Boldogfa, 1752. április 4. – Pest, 1809. november 10.) piarista rendi pap, tanár, Kolozsváron rektor, a piarista rend kormánysegédje, majd Pesten rektor és a rend tartományi főnöke mellett asszisztens | Apja: boldogfai Farkas Ferenc (Boldogfa, 1713. szeptember 22. – Zélpuszta, Zala vm., 1770. február 22.) jogász, Zala vármegye alispánja, táblabíró, földbirtokos | Apai nagyanyja: sidi Sidy Dorottya (1693 – Boldogfa, 1775. március 1.)                                                              | Apai nagyanyai dédapja: sidi Sidy Mihály (fl. 1672–1711) egervári vicekapitány, zalavármegyei országgyűlési követ, földbirtokos, főszolgabíró |
| boldogfai Farkas Lajos (Boldogfa, 1752. április 4. – Pest, 1809. november 10.) piarista rendi pap, tanár, Kolozsváron rektor, a piarista rend kormánysegédje, majd Pesten rektor és a rend tartományi főnöke mellett asszisztens | Apja: boldogfai Farkas Ferenc (Boldogfa, 1713. szeptember 22. – Zélpuszta, Zala vm., 1770. február 22.) jogász, Zala vármegye alispánja, táblabíró, földbirtokos | Apai nagyanyja: sidi Sidy Dorottya (1693 – Boldogfa, 1775. március 1.)                                                              | Apai nagyanyai dédanyja: szenterzsébeti Terjék Mária (fl. 1688–1692) (Szülei: szenterzsébeti Terjék János, a nyitrai püspökség és a nyitrai vár tiszttartója, Zala vármegyei adószedő, földbirtokos és pohroncz-szelepcsényi Maholányi Borbála)                           |
| boldogfai Farkas Lajos (Boldogfa, 1752. április 4. – Pest, 1809. november 10.) piarista rendi pap, tanár, Kolozsváron rektor, a piarista rend kormánysegédje, majd Pesten rektor és a rend tartományi főnöke mellett asszisztens | Anyja: barkóczi Rosty Anna Mária (1722– Zélpuszta, 1784. október 9.)                                                                                             | Anyai nagyapja: barkóczi Rosty László (fl. 1710-1730) jogász, Vas vm. főszolgabírája, földbirtokos                                  | Anyai nagyapai dédapja: barkóczi Rosty István (fl.1684 – 1718) földbirtokos, jószágkormányzója a gróf Batthyány családnak (Szülei: barkóczi Rosty János, földbirtokos és fületinczi Kelcz Anna)                                                                           |
| boldogfai Farkas Lajos (Boldogfa, 1752. április 4. – Pest, 1809. november 10.) piarista rendi pap, tanár, Kolozsváron rektor, a piarista rend kormánysegédje, majd Pesten rektor és a rend tartományi főnöke mellett asszisztens | Anyja: barkóczi Rosty Anna Mária (1722– Zélpuszta, 1784. október 9.)                                                                                             | Anyai nagyapja: barkóczi Rosty László (fl. 1710-1730) jogász, Vas vm. főszolgabírája, földbirtokos                                  | Anyai nagyapai dédanyja: jobbágyi Jobbágyi Regina (fl.1691–1694) (Szülei: jobbágyi Jobbágyi Jeremiás, németújvári tiszttartó, földbirtokos és Rainbolt Regina) |
| boldogfai Farkas Lajos (Boldogfa, 1752. április 4. – Pest, 1809. november 10.) piarista rendi pap, tanár, Kolozsváron rektor, a piarista rend kormánysegédje, majd Pesten rektor és a rend tartományi főnöke mellett asszisztens | Anyja: barkóczi Rosty Anna Mária (1722– Zélpuszta, 1784. október 9.)                                                                                             | Anyai nagyanyja: zalalövői Csapody Mária (fl. 1710–1714)                                                                            | Anyai nagyanyai dédapja: zalalövői Csapody István (fl. 1663–1702) (c.1702) zalalövői várkapitány, földbirtokos (Szülei: Csapody István, földbirtokos, akinek az apja Chiapody István 1626. szeptember 26-án II. Ferdinánd magyar királytól szerzett címeres nemeslevelet) |
| boldogfai Farkas Lajos (Boldogfa, 1752. április 4. – Pest, 1809. november 10.) piarista rendi pap, tanár, Kolozsváron rektor, a piarista rend kormánysegédje, majd Pesten rektor és a rend tartományi főnöke mellett asszisztens | Anyja: barkóczi Rosty Anna Mária (1722– Zélpuszta, 1784. október 9.)                                                                                             | Anyai nagyanyja: zalalövői Csapody Mária (fl. 1710–1714)                                                                            | Anyai nagyanyai dédanyja: osztopáni Perneszy Zsófia (fl. 1651–1702) (Szülei: osztopáni Perneszy István, a zalalövői vár várnagya, zalai és somogyi földbirtokos és nyéki Rauch Zsuzsanna)                                                                                 |